# Catherine Cleophas
Catherine Cleophas (* 15. Mai 1980 in Mönchengladbach) ist eine deutsche Wirtschaftsinformatikerin. Sie ist Professorin an der Christian-Albrechts-Universität zu Kiel und dort seit 2023 Vizepräsidentin für digitale Transformation, Gleichstellung und Diversität.

## Leben
Nach einer Ausbildung zur Bankkauffrau bei der WestLB in Düsseldorf begann Cleophas ihre akademische Laufbahn an der Universität Paderborn. Dem Diplomstudium der Wirtschaftsinformatik folgte eine Promotion an der International Graduate School Dynamic Intelligent Systems der Universität Paderborn in Kooperation mit der Deutschen Lufthansa AG, welche sie im Jahr 2009 mit einer Arbeit zum Thema Simulation-Based Analysis of Forecast Performance Evaluations for Airline Revenue Management abschloss.
Nachdem Cleophas zwei Jahre lang als IT-Beraterin bei der Deutschen Lufthansa AG tätig gewesen war, erhielt sie 2011 eine Juniorprofessur für Wirtschaftsinformatik an der Freien Universität Berlin. Parallel dazu wirkte sie als Gastwissenschaftlerin an der Victoria Management School in Wellington, Neuseeland. Im Oktober 2013 übernahm Catherine Cleophas eine Forschungsprofessur für Advanced Analytics an der RWTH Aachen, bevor sie 2017 als Senior Lecturer an die Lancaster University Management School im Vereinigten Königreich wechselte. Während ihrer Stationen in Berlin, Aachen und Lancaster engagierte sie sich neben Forschung und Lehre aktiv in Berufungs- und Promotionskommissionen sowie bei der Entwicklung von Studiengängen in der universitären Selbstverwaltung.
Im Oktober 2018 folgte sie dem Ruf auf die W3-Professur für Service Analytics an die Christian-Albrechts-Universität zu Kiel. Dort liegt der Fokus ihrer Forschungstätigkeit auf der Entwicklung datengetriebener Planungsansätze im Dienstleistungsbereich, insbesondere unter Verwendung von Nachfrageprognosen, stochastischen Simulationen und Optimierungsansätzen. Sie hat hierzu DFG-Projekte und diverse Industrieprojekte durchgeführt.
An der Kieler Universität übernahm sie die Rolle der IT-Koordinatorin der Wirtschafts- und Sozialwissenschaftlichen Fakultät und trägt im Institut für Betriebswirtschaftslehre zur Ausarbeitung eines der geplanten 2-Fach-Studiengänge Data Science bei. 2022 und 2023 war sie Prodekanin der Wirtschafts- und Sozialwissenschaftlichen Fakultät und stellvertretende Vorsitzende des Gründungsvorstands des Digital Science Center.
Im Juni 2023 wurde Cleophas als Vizepräsidentin für digitale Transformation, Gleichstellung und Diversität CAU Kiel in das Präsidium gewählt.

## Schriften (Auswahl)
- Collaborative urban transportation: Recent advances in theory and practice – European Journal of Operational Research273 (3), 801–816
- When Are Deliveries Profitable? – Business & Information Systems Engineering 6 (3), 153–163
- Recent developments in demand forecasting for airline revenue management – International Journal of Revenue Management 3 (3), 252–269
- Simulation-based key performance indicators for evaluating the quality of airline demand forecasting – Journal of Revenue and Pricing Management 8 (4), 330–342
- Simulation-Based Analysis of Forecast Performance Evaluations for Airline Revenue Management (Dissertation)